# Fronteira Polónia–Rússia
A atual fronteira entre a Polônia e a Rússia é uma linha que separa a Polônia (estado membro da União Européia) do óblast de Kaliningrado (em alemão:  Königsberg), um exclave da Federação Russa (membro da Comunidade dos Estados Independentes). Estende-se por 232 km, ao sul do exclave, que é contornado pela Lituânia, pela Polônia e pelo Mar Báltico.
A mesma linha de fronteira também divide politicamente o cordão do Vístula entre a Polônia e a Federação Russa.
A fronteira foi estabelecida ao final da Segunda Guerra Mundial, tendo a União Soviética anexado a cidade alemã de Königsberg, depois renomeada Kaliningrado.
Em 2004, passou a fazer parte da fronteira entre a União Européia e a Comunidade de Estados Independentes.

## História

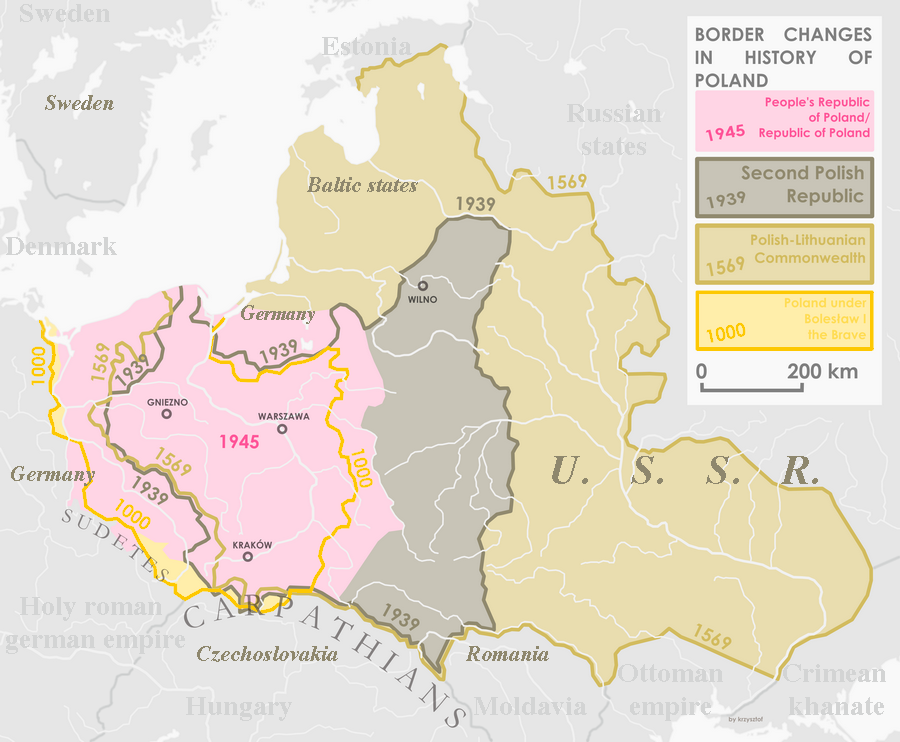
Principais alterações da fronteira Polónia-Rússia ao longo da história. As fronteiras orientais representadas mostram as mudanças territoriais.

A história da fronteira entre Polónia e Rússia pode ser datada até à história mais antiga de ambas as nações, sendo um dos mais antigos registos o do incidente entre o rei da Polónia  Boleslau I da Polónia, durante a crise de sucessão do Principado de Kiev, em 1018.
Após a constituição da República das Duas Nações (ou Comunidade Polaco-Lituana) 1569, a fronteira oriental da Polónia, que era principalmente com o Czarado da Rússia (posteriormente Império Russo), ia do mar Báltico, a norte, até ao mar Negro, a sul. Tratava-se de uma das principais fronteiras da Europa, na época. Segundo o historiador polonês Adam Zholtowski, a fronteira do próprio continente europeu passava pelas províncias orientais da Comunidade Polaco-Lituana.
Durante o período das partilhas da Polónia  (século XVIII), que puseram fim à existência da República das Duas Nações, as fronteiras do Império Russo foram movidas cerca de 480 km para oeste. Com esses ganhos territoriais, por parte da Rússia, a referida fronteira cultural entre Oriente e Ocidente passava para dentro do território russo.  Nesse período, vários micro-estados polacos como o Ducado de Varsóvia e o Congresso da Polónia partilhavam suas fronteiras com a Rússia.
Depois da Primeira Guerra Mundial, a nova Segunda República Polaca (cujos limites foram estabelecidos em 1922) partilhava fronteira com a União Soviética. Tal fronteira fora definida na Guerra Polaco-Soviética, sendo confirmada pelo Tratado de Riga pela linha Dzisna-Dokshytsy-Słucz-Korets-Ostroh-Zbrucz. Essa fronteira tinha 1407 km de extensão.
Após a Segunda Guerra Mundial, uma nova fronteira foi definida entre a República Popular da Polónia e a União Soviética.Inicialmente, essa nova fronteira tinha 1 321 km de comprimento, tendo sido ligeiramente modificada por ocasião da troca de territórios entre Polónia e União Soviética (1951), passando então a medir 1 244 km.

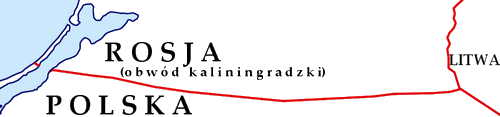
Representação da fronteira polaco-russa

A demarcação oficial do trecho de fronteira que separa o exclave russo de Kaliningrado  e a Polónia foi finalizada em 5 de março de 1957. 